# Microregione di Jundiaí
Jundiaí è una microregione dello Stato di San Paolo in Brasile, appartenente alla mesoregione di Macro Metropolitana Paulista.

## Comuni
Comprende 5 comuni:
- Campo Limpo Paulista
- Itupeva
- Jundiaí
- Louveira
- Várzea Paulista